# Journal of Human Genetics
Journal of Human Genetics è una rivista scientifica peer-reviewed, mensile, che si occupa di tutti gli aspetti della genetica umana (in particolare di genetica clinica) e della genomica. Fondata nel 1956 sotto il nome di Japanese Journal of Medical Genetics, era pubblicata dalla Japan Society of Human Genetics come rivista indipendente, ottenendo il suo nome attuale nel 1992. Stando a Journal Citation Reports, la rivista aveva un fattore d'impatto di 3 172 nel 2020, in aumento dal 2 462 dell'anno 2014.
Quando la pubblicazione della rivista fu affidata a Springer, la cadenza delle sue uscite passò da bimestrale a mensile. Dal gennaio 2009, l'azienda editoriale che si occupa della sua pubblicazione è Nature Publishing Group. Dal 2014 il caporedattore del Journal of Human Genetics è Naomichi Matsumoto, medico e genetista, nonché professore universitario all'Università di Yokohama.